# Bell 429

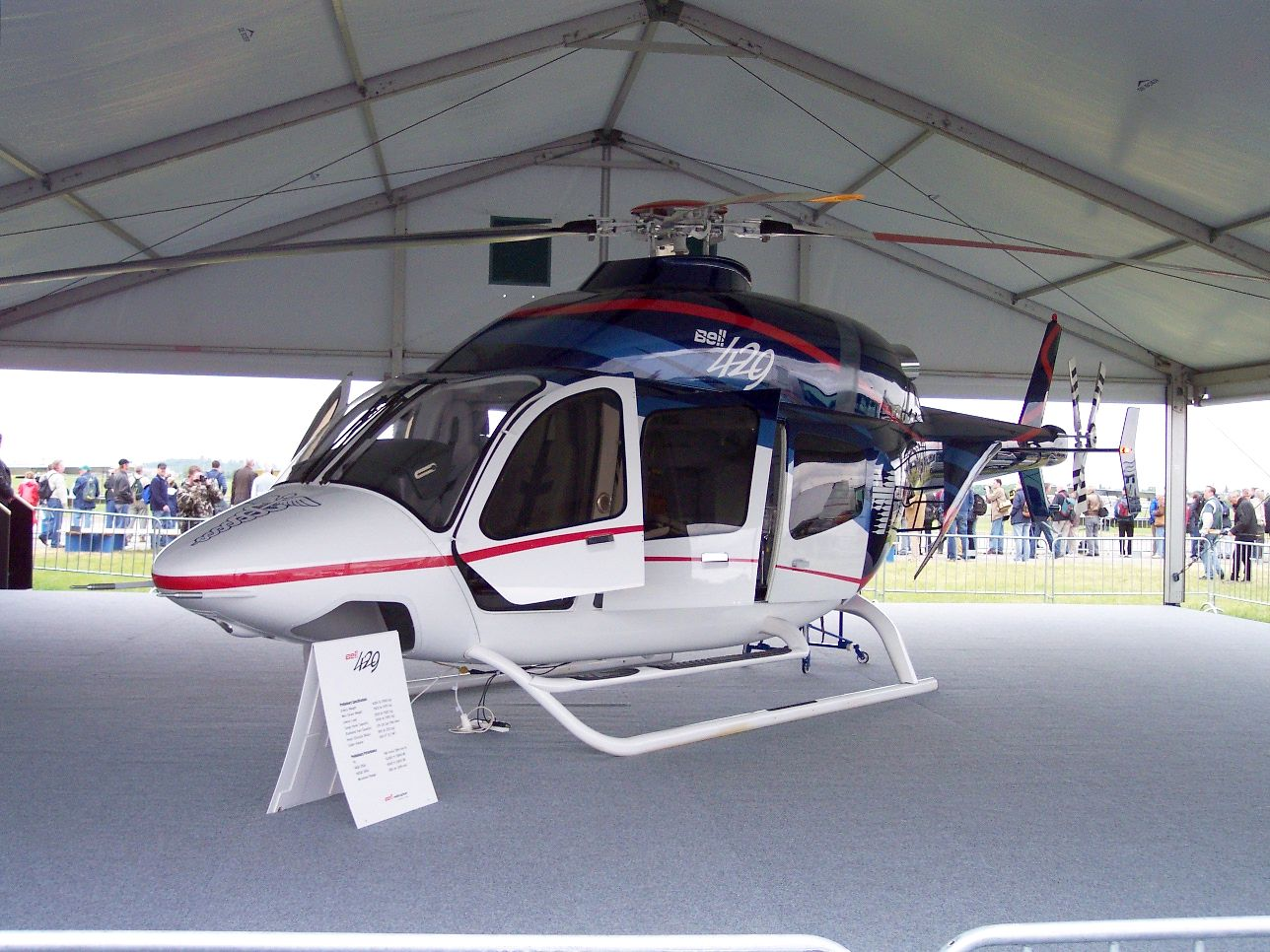
Макет Bell 429

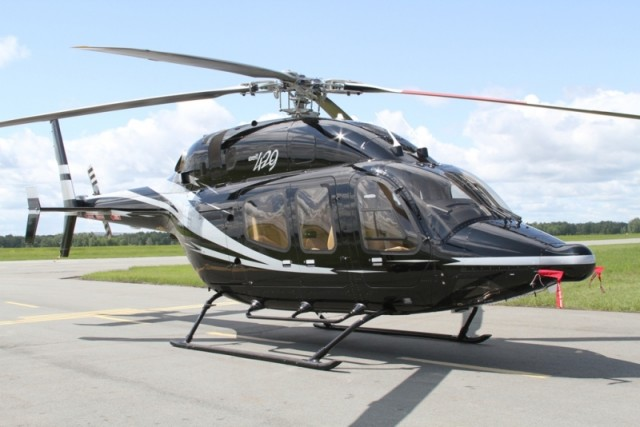
Bell 429 компании ЧелАвиа

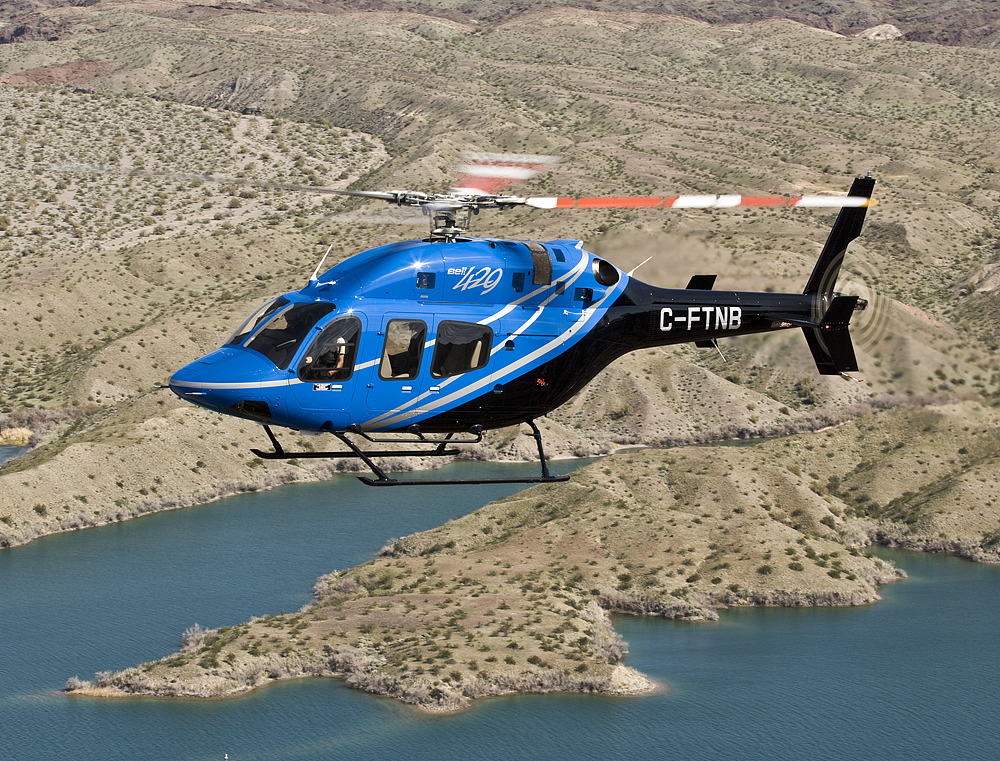
Демонстрационный Bell 429, принадлежащий компании Bell

Bell 429 GlobalRanger — лёгкий многоцелевой вертолёт.
Разработан американской фирмой Bell Helicopter Textron. Проектировался в первую очередь для предоставления экстренной медицинской помощи за пределами больницы.
Первый полёт прототипа состоялся 27 февраля 2007 года. Сертификат типа вертолёт получил 1 июля 2009 года.

## Разработка
Толчком к разработке Bell 429 стал спрос на новый медицинский вертолёт со стороны служб скорой медицинской помощи. Изначально для этой цели предназначался Bell 427, но небольшой размер кабины 427-го не позволял разместить там носилки с пациентом, а системы АиРЭО не могли обеспечить вертолёту сертификацию по ППП. Изначально Bell 429 задумывался как удлиненный Bell 427 (он должен был получить наименование Bell 427s3i), но такой вертолёт всё равно не удовлетворял потребностей клиентов.
Bell решил отказаться от использования планера 427-й модели на новом вертолёте и решил обратиться к своей новой концепции планера — MAPL (Modular Affordable Product Line), которая в тот момент была ещё на стадии разработки. На 429-м установлена абсолютно новая модульная модель планера и улучшенная конструкция лопастей, но двигатель и трансмиссия достались ему от 427-го. Вертолёт сертифицирован по Правилам полётов по приборам одним пилотом. В разработке вертолёта также участвовали азиатские компании — Korea Aerospace Industries и Mitsui Bussan Aerospace.
К февралю 2006 года Bell уже успел опробовать все важнейшие компоненты MAPL на Bell 427. Первый Bell 429 поднялся в воздух 27 февраля 2007 года. Сертификация изначально планировалась на конец 2007 года, но задержки, вызванные недостатком запасных частей и материалов, довольно обычные для всех производителей авиационной техники в тот период, заставили Bell пересмотреть сроки. К октябрю 2007 года внешняя компоновка была готова. В феврале 2008 года испытания проходили три 429-х, которые успели налетать к тому времени 600 часов.
Вертолёт получил сертификат типа от Министерства Транспорта Канады (TCCA) 1 июля 2009 года, а 7 июля 2009 года — от Федеральной Авиационной Администрации (FAA). Сертификат Европейского Агентства Авиационной Безопасности (EASA) был получен 24 Сентября 2009 года.
Первым заказчиком Bell 429 стала компания Air Methods Corporation, крупнейшая компания — производитель авиационного медицинского оборудования в США. 7 июля 2009 первый вертолёт (s/n 57006) был передан Air Methods (владелец) и Mercy One (эксплуатант) на заводе Bell в городе Мирабель, провинция Квебек, Канада.

## Конструкция
На Bell 429 установлен четырёхлопастной несущий винт. Лопасти композитные и имеют изогнутые законцовки лопастей для уменьшения шума. Рулевой винт состоит из двух двухлопастных винтов, скрепленных вместе в виде буквы X, также для уменьшения шума. Общий объём кабины составляет 5.78 м³, в том числе 3,68 м³ для пассажирской кабины и 2,1 м³ для багажного отсека. Имеется боковая дверь для загрузки пациента. Также возможна опциональная установка задних створчатых дверей для более удобной загрузки.
Топливная система использует мягкие противоударные топливные баки, расположенные под нижней панелью кабины. Запас топлива в стандартной конфигурации — 215 галлонов (814 л). Установка дополнительного топливного бака позволяет брать на борт ещё 39,2 галлона (148,4 л). Подача толива происходит с помощью насосов. Электросистема состоит из 28-вольтового аккумулятора и двух стартер-генераторов (150 А в стандартной конфигурации). Возможна установка стартер-генераторов силой тока 200 А.
Силовая установка представляет собой два двигателя Pratt & Whitney Canada PW207D2, которые обеспечивают 1100 л.с. (820 кВт) мощности при скорости вращения свободной турбины 6000 об/мин. Двигатели управляются электронной системой FADEC. Крутящий момент передается от двигателей на двухступенчатую трансмиссию, а оттуда — на втулку несущего винта через мачту на скорости 395 об/мин. Также крутящий момент передаётся на хвостовой редуктор на скорости 6000 об/мин через вал вентилятора (для охлаждения масла в двигателе и трансмиссии) и два композитных вала. Внутри хвостового редуктора скорость вращения падает до 2291 об/мин и передаётся на рулевой винт. Трансмиссия несущего винта имеет межремонтный ресурс 5000 часов, трансмиссия рулевого — 3200 часов.
Вертолёт имеет стеклянную кабину пилота, 3-осевой автопилот (возможна установка 4-осевого автопилота в качестве дополнительной опции) и стандартный командно-пилотажный прибор. В стандартной конфигурации вертолёт использует лыжи в качестве посадочного оборудования. Возможна установка убирающихся колёсных шасси. При этом крейсерская скорость вертолёта возрастает на 5 узлов. Вертолёт сертифицирован по Правилам полётов по приборам одним пилотом в категории А. Способен продолжать полёт при одном неработающем двигателе.
Bell 429 стал первым вертолётом, при разработке программы технического обслуживания которого, использовалась система планирования технического обслуживания MSG-3. На данный момент (января 2013 г.) он является всего одним из двух вертолётов в мире (второй — Eurocopter EC 175), использующим данную систему.

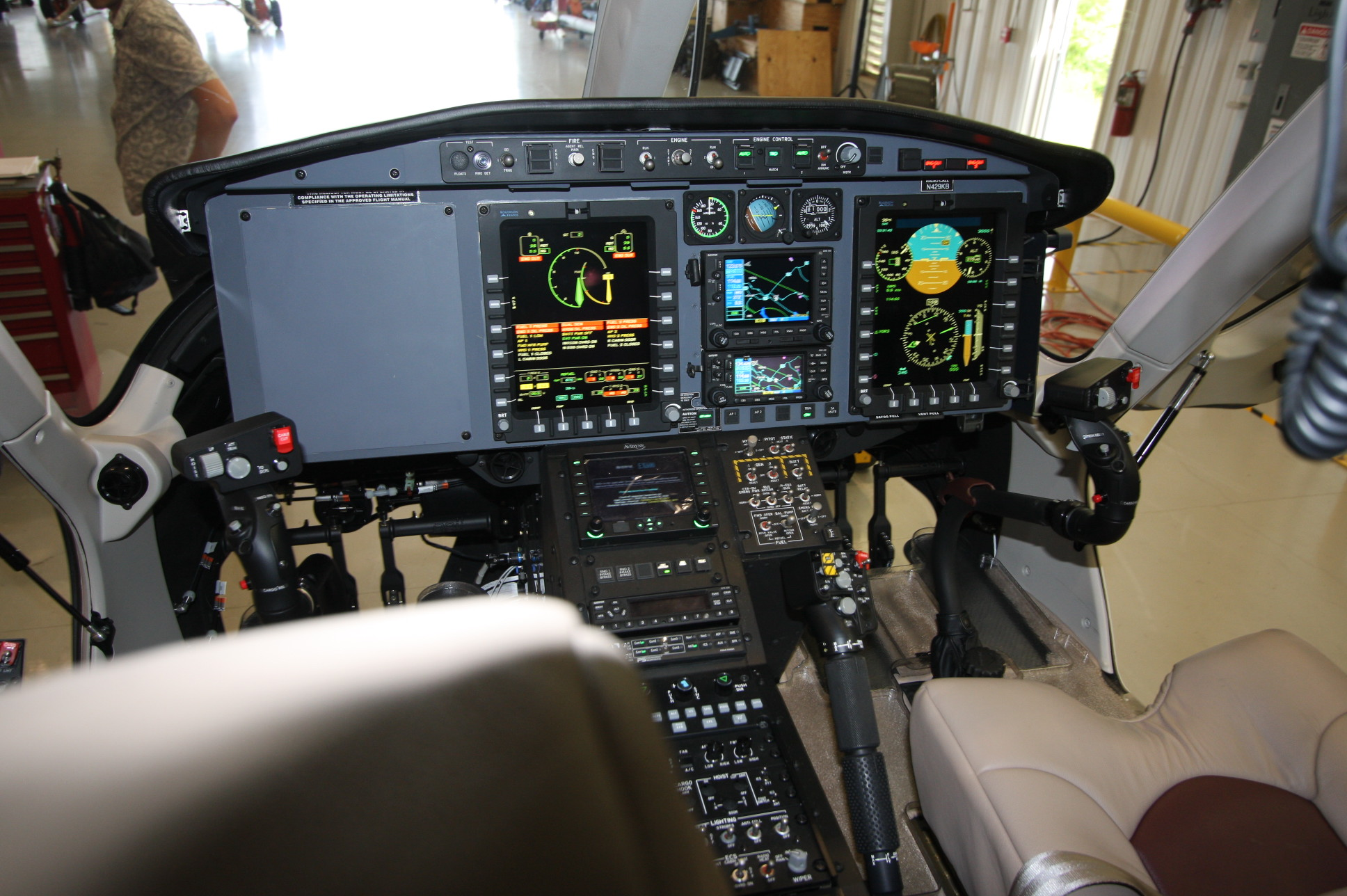
Кабина пилота Bell 429

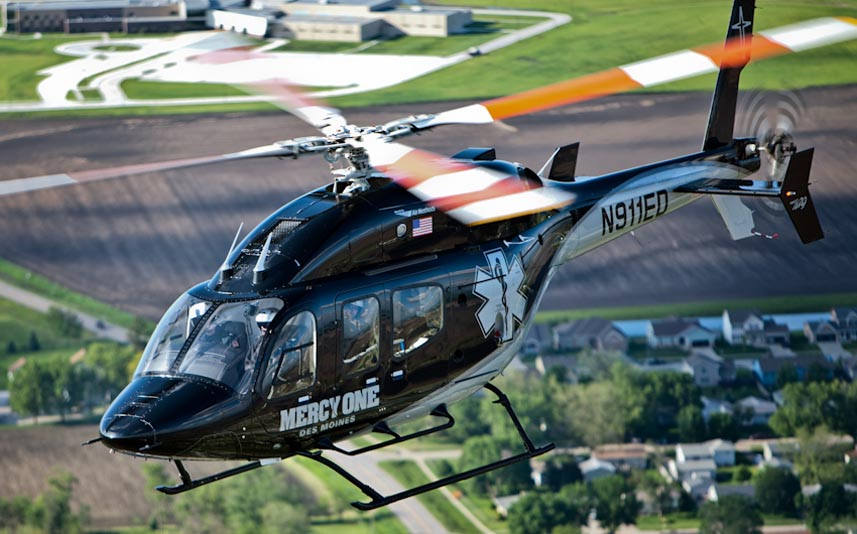
Медицинский Bell 429, принадлежащий Mercy One

## ТТХ
- Экипаж: 1-2
- Вместимость: 7 пассажиров
- Длина: 41 фута 8 (12,7 м)
- Высота: 13 футов 3 (4,04 м)
- Пустой вес: 4300 фунтов (1950 кг)
- Полезная нагрузка: 2700 фунтов (1225 кг)
- Максимальный взлётный вес: 7000 фунтов (3175 кг)
- Силовой установки: 2 × Pratt & Whitney Canada PW207D1 турбовальные, 625 л.с (466,06 кВт) 710 л.с взлётная мощность каждого
- Крейсерская скорость: 147 узлов (273 км/ч)
- Диапазон: 350 NMI, 403 мили (648 км)
- Практический потолок 18690 футов (5698 м)